# The Proms
Ne doit pas être confondu avec Night of the Proms.
Les Proms (The Proms), plus souvent appelées les BBC Proms, ou encore les Henry Wood Promenade Concerts (d'où leur nom), présentés et diffusés par la British Broadcasting Corporation (BBC) en Grande-Bretagne, se déroulent tous les ans durant huit semaines pendant la saison estivale, de juillet à septembre. Ce sont une série de concerts de musique classique et d'autres manifestations musicales, principalement au Royal Albert Hall à South Kensington à Londres.

## Histoire
Créée en 1895, la saison comprend maintenant plus de 70 concerts à l'Albert Hall, une série de huit concerts de chambre au Cadogan Hall ainsi que les Proms in the Park à travers le Royaume-Uni la dernière soirée du festival (en région à Belfast, Glasgow et Swansea). Différentes manifestations de musique classique, à but éducatif ou pour les enfants, sont aussi associées aux Proms.
Dans le contexte des festivals de musique classique, Jiří Bělohlávek a décrit les Proms comme le « plus important et le plus démocratique festival de musique. »
- Le 15 juillet 2016, en hommage aux victimes de l'attentat de Nice, la première nuit (The First Night) des Proms débute avec La Marseillaise, jouée par le BBC Symphony Orchestra et dirigée par Sakari Oramo[1].

## The Last Night

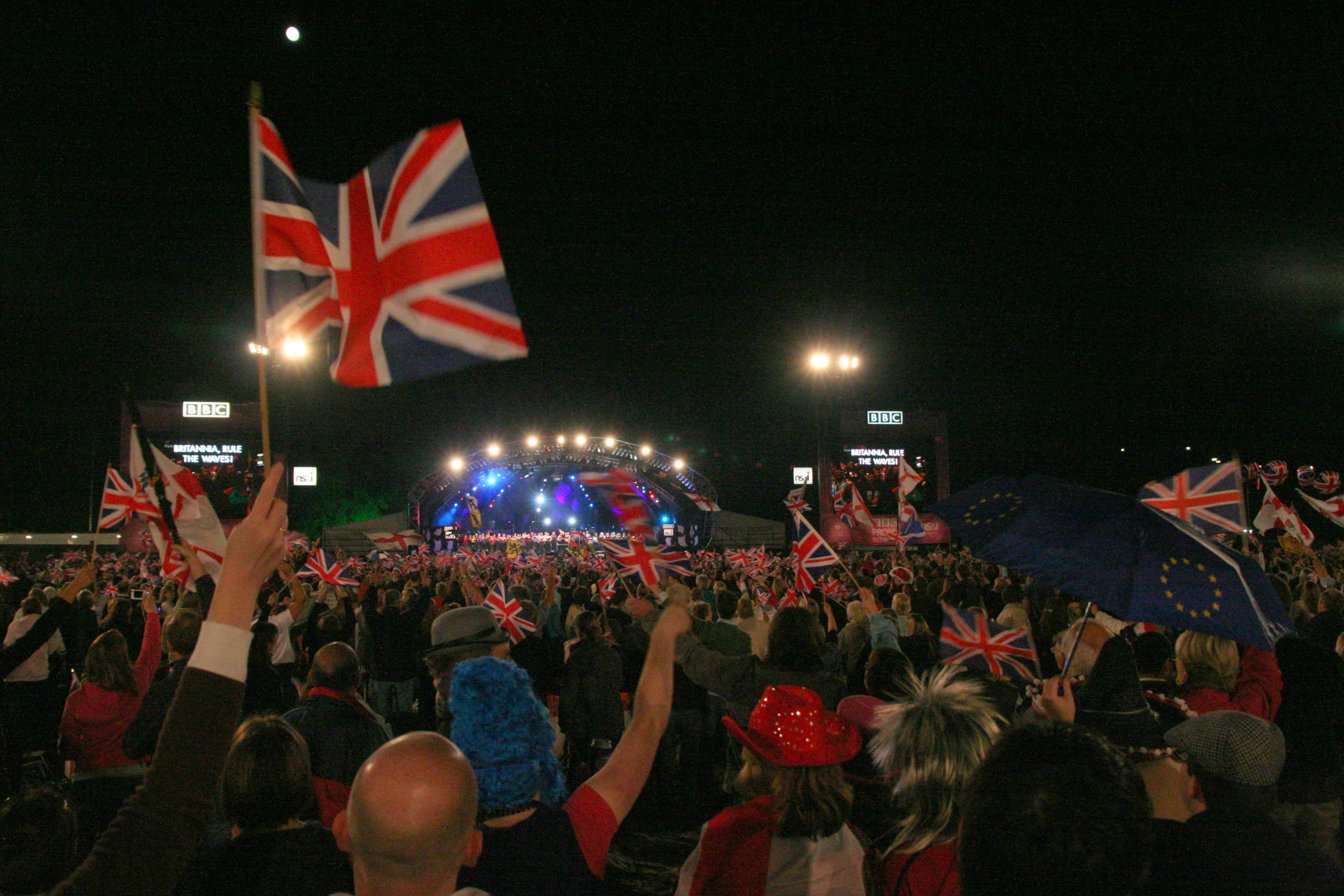
The Last Night est consacrée, entre autres, à des musiques patriotiques britanniques.

La dernière soirée (The Last Night) est la partie des Proms la plus connue et le concert donné alors au Royal Albert Hall est très différent des précédents. Il se déroule en général le deuxième samedi de septembre et est diffusé en direct à la BBC. D'un style plus léger, le concert propose divers morceaux classiques populaires et se clôt, dans la seconde partie, par une série de morceaux patriotiques britanniques : celle-ci commence avec la marche no 1 des Pomp and Circumstance d'Edward Elgar (Land of Hope and Glory), continue avec la Fantasia on British Sea Songs (en) d'Henry Wood et culmine avec Rule, Britannia! de Thomas Augustine Arne.
Le concert se conclut avec le Jerusalem d'Hubert Parry (une mise en musique du poème And did those feet in ancient time de William Blake) et l'hymne national britannique (God Save the King). Le bis concernant la marche d'Elgar lors du concert de la dernière nuit remonte à une demande du public lors de sa première aux Proms de 1901. Il est également devenu une tradition pour les Prommers (participants) de chanter Auld Lang Syne (connu en français sous le titre Ce n'est qu'un au revoir) à la fin du concert même si cette chanson ne figure pas au programme officiel.
- En 1984, Odaline de la Martinez est la première femme à diriger un BBC Promenade Concert au Royal Albert Hall[2]. Elle est suivie en 2013 seulement par Marin Alsop, première femme à diriger la Last Night[3].